# Мезенцев, Юрий Борисович
Мезенцев Юрий Борисович (1929 — 1964) — советский конструктор двигателей межконтинентальных и космических ракет, кандидат технических наук.

## Биография
Юрий Борисович Мезенцев родился 11 мая 1929г в Харькове, УССР в семье служащего. В 1937г он пошел в школу в г. Чернигове, но успел закончить только 5 классов. Началась война, и он с семьей был эвакуирован в Уфу и возвратился в Чернигов в 1944 г. Юрий продолжил учебу в Черниговской средней школе № 8, которую окончил в 1947 г. с золотой медалью. В этом же году он поступил в Ленинградский военно-механический институт (ныне Балтийский государственный технический университет «Военмех» им. Д. Ф. Устинова). Во время учебы активно участвовал в комсомольской работе, участвовал в строительных институтских бригадах, за что был награжден грамотой ЦК ВЛКСМ. Институт закончил в 1953г, получив диплом с отличием.
В Химки в ОКБ-456 (теперь АО «НПО Энергомаш имени академика В. П. Глушко») Юрий Борисович попал еще в сентябре 1952г, придя сюда на преддипломную практику, которую проходил на должности старшего техника. А после получения диплома был оформлен 12 мая 1953г на должность инженера-конструктора в отдел 52 (основной конструкторский отдел ОКБ). Он прошел здесь свой трудовой путь от инженера-конструктора, инженера-конструктора 3-й, 2-й и 1-й категорий, и уже в 1959г стал ведущим конструктором.
Старшие коллеги Юрия Борисовича отмечали его глубокое знание дела, большую работоспособность, серьезное отношение даже к небольшим, на первый взгляд, вопросам. Все работы, выполняемые в руководимом им подразделении, базировались на его больших знаниях и опыте. Он зарекомендовал себя вдумчивым, добросовестным специалистом, высокообразованным и знающим свою специальность, благодаря чему стал одним из основных работников конструкторского отдела. С 1959 года он не только ведущий конструктор, но и руководитель группы конструкторов, ответственный за разработку принципиальных схем ЖРД, определение и увязку основных параметров, за отработку ЖРД в целом. Своей работой и личными качествами он заслужил уважение среди сотрудников ОКБ и ряда смежных предприятий.
Юрий Борисович Мезенцев нашел время и для преподавания в Химкинском механическом техникуме, где читал курс спецдисциплин. Есть еще в КБ сотрудники, которые вспоминали свои годы учебы и преподавателя Мезенцева. Он, готовясь к защите кандидатской диссертации, сдал экзамены на кандидатский минимум.
Все это и определило выдвижение его кандидатуры на правительственные награды: 21 декабря 1957г он получил орден Знак Почета за запуск первого искусственного спутника Земли, а 17 июня 1961г — орден Трудового Красного Знамени за полет первого космонавта Земли Ю. А. Гагарина.
Скончался Юрий Борисович 24 сентября 1965 года из-за сердечной недостаточности.
В честь учёного был назван большой древний ударный кратер в северной приполярной области обратной стороны Луны.

## Награды
- 1957 — орден «Знак Почета» — за запуск первого искусственного спутника Земли,
- 1961 — орден Трудового Красного Знамени — за полет Юрия Гагарина.